# Hugh Edward Russell
Hugh Edward Russell, britanski general, * 1896, † 1941.